# Livrée des prés
Pour les articles homonymes, voir Livrée.
Malacosoma castrense
Espèce
La Livrée des prés (Malacosoma castrense), ou Lasiocampe de l'euphorbe, est une espèce d'insectes lépidoptères (papillons) appartenant à la famille des Lasiocampidae et au genre Malacosoma.

## Description
- Envergure du mâle : de 11 à 14 mm.

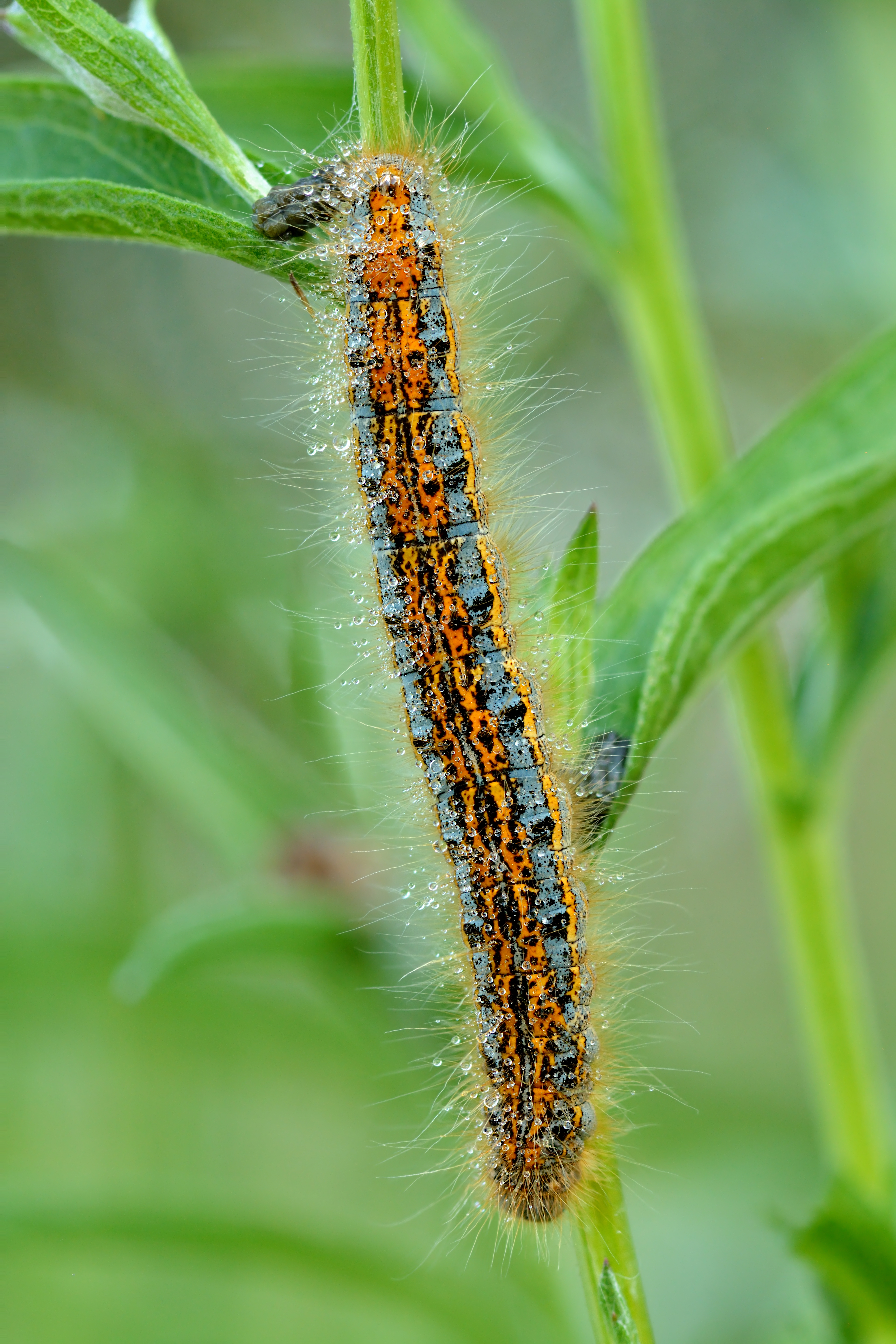
Chenille
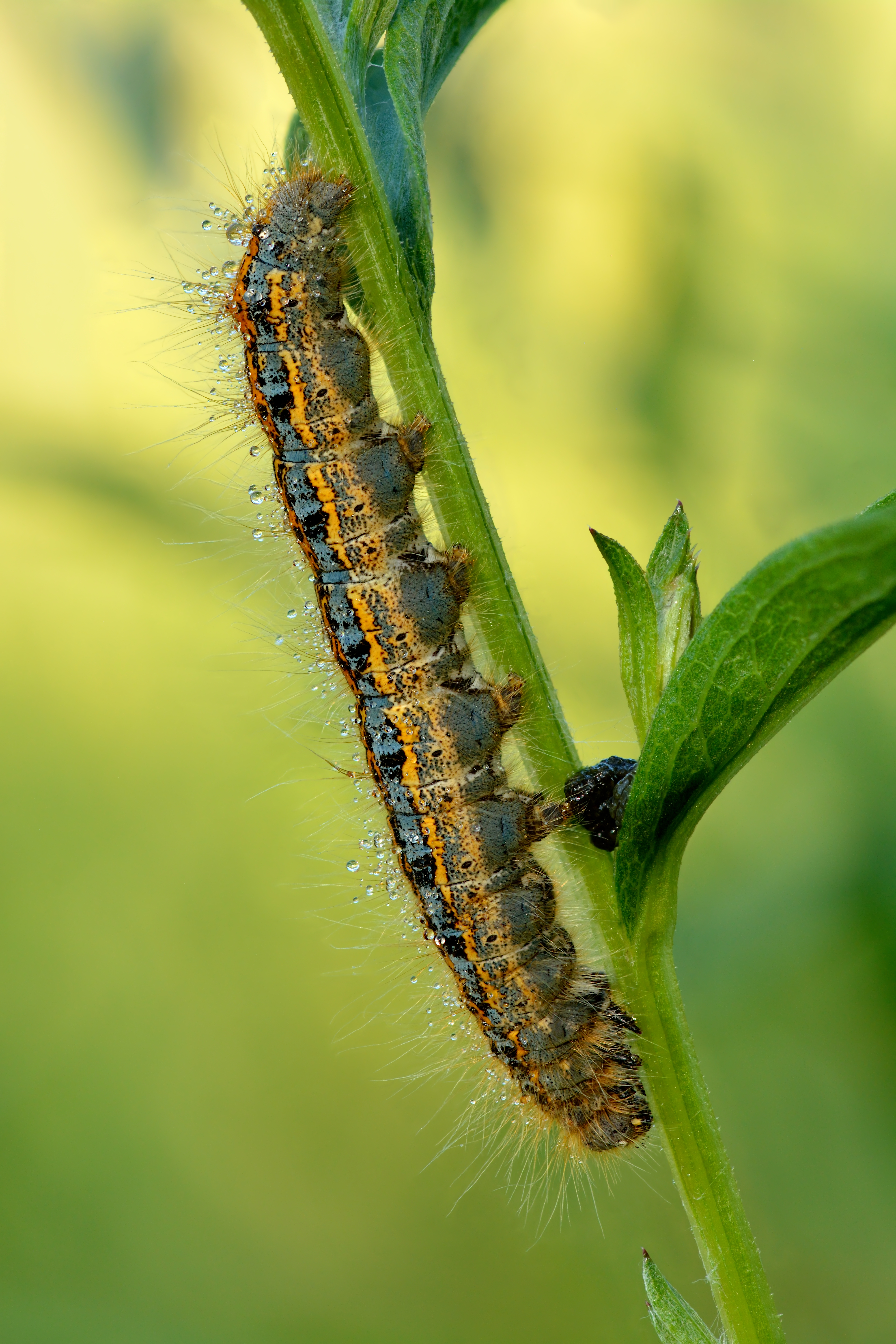
Chenille
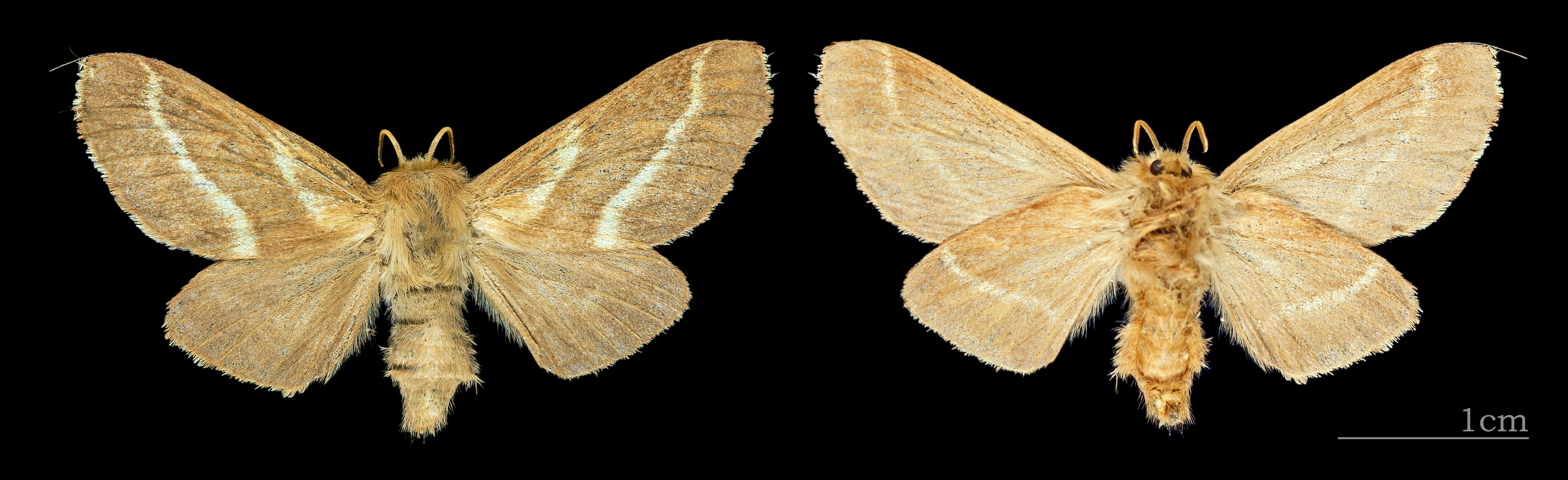
Les deux faces de la femelle, Muséum de Toulouse

## Répartition et habitat
Répartition
De l’Europe occidentale à la région du fleuve Amour.
Habitat
Les endroits ensoleillés jusqu’à 1 800 m.

## Comportement
- Période de vol : de juillet à septembre.

## Alimentation
- Plantes-hôtes : Helianthemum, Euphorbia, Erodium, Centaurea,tilleul etc.

## Systématique
L'espèce a été décrite par le naturaliste suédois Carl von Linné en 1758, sous le nom initial de Phalaena castrensis.

### Synonymie
- Phalaena castrensis Linnaeus, 1758 Protonyme
- Malacosoma castrensis (Linnaeus, 1758)

### Taxinomie
Liste des sous-espèces
- Malacosoma castrense castrense (Linnaeus, 1758)
- Malacosoma castrense kirghisicum  de Freina, 1999
- Malacosoma castrense thomalae   Zolotuhin, 199